# 猪瀬乙彦
猪瀬 乙彦（いのせ おとひこ、1883年（明治16年）9月14日 - 1951年（昭和26年）4月10日）は、大日本帝国海軍大佐。福島県平市（現・いわき市）長。

## 来歴
福島県磐前郡内郷村（のち石城郡内郷町→内郷市、現・いわき市）生まれ。福島県立磐城中学校（現・福島県立磐城高等学校）を経て、1902年（明治35年）12月、海軍兵学校に入る。1905年（明治38年）11月、同校を卒業（33期）し、少尉に任官する。任官後は各方面に勤務する。第一次世界大戦にも参加した。在外公館で海軍駐在武官としての経験があり、1924年（大正13年）には上海で勤務、総領事の矢田七太郎、陸軍の岡村寧次と連携して業務を進めた。大佐で退役となる。退役後は住友銀行、軍人会館、講道館などに勤務する。1942年、平市長に就任した。1945年（昭和20年）終戦直前に平市長を辞職、その後、公職追放となった。1951年に死去した。

## 著書
- 『最近に於ける「ソ聨」の情況』帝国在郷軍人会本部、1936年
- 『選挙粛清に関する質疑応答』帝国在郷軍人会本部、1936年
- 『日本の環境』帝国在郷軍人会本部、1936年
- 『新編 入団準備読本』良国民社、1943年